# Belfast (film)
Belfast is een Britse zwart-wit dramafilm uit 2021, geschreven en geregisseerd door Kenneth Branagh. De film die Branagh heeft beschreven als zijn "meest persoonlijke film", gaat over de jeugd van een jonge jongen te midden van het tumult van Belfast, Noord-Ierland in de jaren zestig.

## Verhaal
De 9-jarige Buddy is een vrolijke jongen. Hij woonde eind jaren zestig met zijn gezin in Belfast. Zijn speeltuin zijn de steegjes van zijn volkswijk, waar ze allemaal zijn geboren en ook hopen te sterven. De grootouders wonen bij hen onder één dak. Om de kost voor zijn gezin te verdienen, moet zijn vader pendelen tussen Belfast en Engeland omdat het loon daar beter is. Dus is hij twee weken per maand weg en laat het grootste deel van de opvoeding van Buddy en zijn oudere broer Will over aan zijn vrouw.

## Rolverdeling
| Acteur          | Personage           |
| --------------- | ------------------- |
| Jude Hill       | Buddy               |
| Caitríona Balfe | Buddy's moeder      |
| Jamie Dornan    | Buddy's vader       |
| Judi Dench      | Buddy's grootmoeder |
| Ciarán Hinds    | Buddy's grootvader  |
| Lewis McAskie   | Will                |
| Colin Morgan    | Billy Clanton       |

## Productie
In juli 2020 kondigde Kenneth Branagh aan dat hij de film zou schrijven en regisseren. In september 2020 voegden Judi Dench, Caitríona Balfe, Jamie Dornan, Ciarán Hinds en Jude Hill zich bij de cast van de film.
De belangrijkste opnames begonnen in september 2020, tijdens de COVID-19-pandemie. De opnames vonden aanvankelijk plaats in en rond Londen, voordat ze naar Belfast verhuisden. De productie werd in oktober 2020 afgerond en is opgenomen in zwart-wit.
De film bevat muziek van de in Belfast geboren Van Morrison, waaronder acht klassieke nummers en een nieuw nummer dat Morrison voor de film schreef.

## Release
Belfast ging in première op 2 september 2021 op het 48e Filmfestival van Telluride en staat gepland voor een release in de Verenigde Staten op 12 november 2021, gevolgd door een release in Nederland op 24 februari 2022 en in het Verenigd Koninkrijk op 25 februari 2022.

## Ontvangst
Op Rotten Tomatoes heeft Belfast een waarde van 86% en een gemiddelde score van 7,90/10, gebaseerd op 42 recensies.

## Prijzen en nominaties
Belfast won een aantal filmprijzen, onder andere:
| Jaar | Prijs                                      | Categorie                                                           | Genomineerde(n)                                      | Uitslag     |
| ---- | ------------------------------------------ | ------------------------------------------------------------------- | ---------------------------------------------------- | ----------- |
| 2021 | Internationaal filmfestival van Toronto    | People's Choice Award (beste film)                                  | Kenneth Branagh                                      | Gewonnen    |
| 2021 | Hollywood Music in Media Award             | Beste originele song in een onafhankelijke film, voor "Down to Joy" | Van Morrison                                         | Genomineerd |
| 2021 | National Board of Review                   | Beste top tien-films                                                | Beste top tien-films                                 | Gewonnen    |
| 2021 | National Board of Review                   | Beste mannelijke bijrol                                             | Ciarán Hinds                                         | Gewonnen    |
| 2022 | Golden Globe                               | Beste dramafilm                                                     | Beste dramafilm                                      | Genomineerd |
| 2022 | Golden Globe                               | Beste regisseur                                                     | Kenneth Branagh                                      | Genomineerd |
| 2022 | Golden Globe                               | Beste mannelijke bijrol                                             | Jamie Dornan                                         | Genomineerd |
| 2022 | Golden Globe                               | Beste mannelijke bijrol                                             | Ciarán Hinds                                         | Genomineerd |
| 2022 | Golden Globe                               | Beste vrouwelijke bijrol                                            | Caitríona Balfe                                      | Genomineerd |
| 2022 | Golden Globe                               | Beste script                                                        | Kenneth Branagh                                      | Gewonnen    |
| 2022 | Golden Globe                               | Beste filmsong, voor "Down to Joy"                                  | Van Morrison                                         | Genomineerd |
| 2022 | British Academy Film Award                 | Beste film                                                          | Beste film                                           | Genomineerd |
| 2022 | British Academy Film Award                 | Beste originele scenario                                            | Kenneth Branagh                                      | Genomineerd |
| 2022 | British Academy Film Award                 | Beste vrouwelijke bijrol                                            | Caitríona Balfe                                      | Genomineerd |
| 2022 | British Academy Film Award                 | Beste mannelijke bijrol                                             | Ciarán Hinds                                         | Genomineerd |
| 2022 | British Academy Film Award                 | Uitzonderlijke Britse film                                          | Uitzonderlijke Britse film                           | Gewonnen    |
| 2022 | British Academy Film Award                 | Beste montage                                                       | Úna Ní Dhonghaíle                                    | Genomineerd |
| 2022 | Critics Choice Award                       | Beste film                                                          | Beste film                                           | Genomineerd |
| 2022 | Critics Choice Award                       | Beste mannelijke bijrol                                             | Jamie Dornan                                         | Genomineerd |
| 2022 | Critics Choice Award                       | Beste mannelijke bijrol                                             | Ciarán Hinds                                         | Genomineerd |
| 2022 | Critics Choice Award                       | Beste vrouwelijke bijrol                                            | Caitriona Balfe                                      | Genomineerd |
| 2022 | Critics Choice Award                       | Beste jonge acteur / actrice                                        | Jude Hill                                            | Gewonnen    |
| 2022 | Critics Choice Award                       | Beste acteerensemble                                                | Beste acteerensemble                                 | Gewonnen    |
| 2022 | Critics Choice Award                       | Beste regisseur                                                     | Kenneth Branagh                                      | Genomineerd |
| 2022 | Critics Choice Award                       | Beste originele scenario                                            | Kenneth Branagh                                      | Gewonnen    |
| 2022 | Critics Choice Award                       | Beste camerawerk                                                    | Haris Zambarloukos                                   | Genomineerd |
| 2022 | Critics Choice Award                       | Beste productieontwerp                                              | Jim Clay en Claire Nia Richards                      | Genomineerd |
| 2022 | Critics Choice Award                       | Beste montage                                                       | Úna Ní Dhonghaíle                                    | Genomineerd |
| 2022 | American Society of Cinematographers Award | Uitstekende prestatie in cinematografie in speelfilm                | Haris Zambarloukos                                   | Genomineerd |
| 2022 | Academy Award                              | Beste film                                                          | Beste film                                           | Genomineerd |
| 2022 | Academy Award                              | Beste regisseur                                                     | Kenneth Branagh                                      | Genomineerd |
| 2022 | Academy Award                              | Beste mannelijke bijrol                                             | Ciarán Hinds                                         | Genomineerd |
| 2022 | Academy Award                              | Beste vrouwelijke bijrol                                            | Judi Dench                                           | Genomineerd |
| 2022 | Academy Award                              | Beste originele scenario                                            | Kenneth Branagh                                      | Gewonnen    |
| 2022 | Academy Award                              | Beste originele nummer, voor "Down to Joy"                          | Van Morrison                                         | Genomineerd |
| 2022 | Academy Award                              | Beste geluid                                                        | Denise Yarde, Simon Chase, James Mather & Niv Adiri  | Genomineerd |
| 2022 | Satellite Award                            | Beste dramafilm                                                     | Beste dramafilm                                      | Gewonnen    |
| 2022 | Satellite Award                            | Beste regisseur                                                     | Kenneth Branagh                                      | Genomineerd |
| 2022 | Satellite Award                            | Beste acteur in een bijrol                                          | Jamie Dornan                                         | Genomineerd |
| 2022 | Satellite Award                            | Beste acteur in een bijrol                                          | Ciarán Hinds                                         | Genomineerd |
| 2022 | Satellite Award                            | Beste actrice in een bijrol                                         | Caitriona Balfe                                      | Genomineerd |
| 2022 | Satellite Award                            | Beste actrice in een bijrol                                         | Judi Dench                                           | Genomineerd |
| 2022 | Satellite Award                            | Beste origineel script                                              | Kenneth Branagh                                      | Gewonnen    |
| 2022 | Satellite Award                            | Beste montage                                                       | Úna Ní Dhonghaíle                                    | Genomineerd |
| 2022 | Satellite Award                            | Beste cinematografie                                                | Haris Zambarloukos                                   | Genomineerd |
| 2022 | Satellite Award                            | Beste filmsong, voor "Down to Joy"                                  | Van Morrison                                         | Genomineerd |
| 2022 | Satellite Award                            | Beste kostuums                                                      | Charlotte Walter                                     | Genomineerd |
| 2022 | Satellite Award                            | Beste artdirection en productieontwerp                              | Jim Clay en Claire Nia Richards                      | Genomineerd |
| 2022 | Satellite Award                            | Beste geluid                                                        | Niv Adiri, Simon Chase, James Mather en Denise Yarde | Genomineerd |